# San Benedetto de Thermis
San Benedetto de Thermis, även benämnd Sancti Benedicti de Scorticlariis och Sancti Benedicti a Cella Farfae, var en kyrkobyggnad i Rom, helgad åt den helige Benedikt av Nursia. Kyrkan var belägen vid dagens Corso del Rinascimento i Rione Sant'Eustachio. Kyrkan var initialt inrymd i ruinerna av Neros termer, därav tillnamnet (cognome) ”de Thermis”. ”Scorticlariis” syftar på distriktet Scorticlari. I detta distrikt hade garvarna, italienska conciatori, sina bodar; Scorticlari och conciatori härleds från latinets scortum, ”skinn”, ”hud”, ”läder”.

## Kyrkans historia
Kyrkan nämns för första gången i ett dokument från år 998, i vilket den benämns ”ecclesia S. B. in loco qui dicitur scorticlaro”. Marken, där en gång Neros termer stod, hade förvärvats av benediktinerklostret i Farfa. Kyrkan omnämns i en bulla, promulgerad av påve Urban III år 1186, vilken räknar upp den bland filialerna till församlingskyrkan San Lorenzo in Damaso; i bullan används benämningen ”S. Benedicti de Termis”.
År 1478 avyttrade klostret Farfa San Benedetto de Thermis samt tre andra kyrkor – San Salvatore in Thermis, Santa Maria de Thermis och San Biagio a Piazza Lombarda – åt den franska nationen. Försäljningen godkändes av påve Sixtus IV (1471–1484) i en bulla, promulgerad den 2 april 1478.
Michele Lonigo (1572–1638), präst och prefekt vid Vatikanens arkiv, publicerade år 1621 en förteckning över Roms kyrkor; i denna anger han att San Benedetto-kyrkan fortfarande existerar, dock förfallen. Ferruccio Lombardi drar slutsatsen, att kyrkan nedrevs kort därefter, alltså under 1600-talets första hälft.

## Omnämningar i kyrkoförteckningar
| Katalog                                               | År         | Benämning                        |
| ----------------------------------------------------- | ---------- | -------------------------------- |
| Catalogo di Cencio Camerario                          | 1192       | Celle de Frassa                  |
| Il Catalogo Parigino                                  | cirka 1230 | s. Benedictus a cella Farfe      |
| Il Catalogo di Torino                                 | cirka 1320 | Ecclesia s. Benedicti de Termis  |
| Il Catalogo del Signorili                             | cirka 1425 | sci. Benedicti in Thermis        |
| I Libri Anniversariorum della Compagnia del Gonfalone | 1470       | sco. Benedicto de piaça Lumbarda |
| Tassa di Pio IV                                       | 1559       | S. Benedetto in Piazza Lombarda  |